# Saison 1932-1933 des Rangers de New York
Autres saisons
La Saison 1932-1933 est la septième saison de hockey sur glace jouée par les Rangers de New York dans la Ligue nationale de hockey.

## Saison régulière

### Contexte de la saison
L'effectif des Rangers, finalistes de la Coupe Stanley 1932, reste stable pour cette nouvelle saison,. En attaque, les sept meilleurs pointeurs de l'équipe sont toujours présents et voient arriver Babe Siebert en provenance des Maroons de Montréal alors que Dutch Gainor est relégué dans le club école des Rangers, les Indians de Springfield ; viennent également rejoindre les rangs de l'équipe Ossie Asmundson, Carl Voss, Gordon Pettinger. En défense, l'ossature formée par Ching Johnson, Earl Seibert, Doug Brennan et Ott Heller reste inchangée. Dans les buts, John Roach est vendu aux Red Wings de Détroit et est remplacé par Andy Aitkenhead acheté à Portland.
Après une victoire et une défaite lors de deux premiers matchs, les Rangers enregistrent quatre matchs sans défaites dont trois victoires ; ils sont en tête de leur division début décembre en compagnie des Bruins de Boston. Début février ils sont toujours en tête mais ils concèdent ensuite plus de défaites que de victoires, notamment trois défaites consécutives lors des quatre derniers matchs, et terminent à la troisième et dernière place qualificative pour les séries de la division américaine.
Avec vingt-huit buts et cinquante points, Bill cook est le meilleur buteur et pointeur de la LNH alors que Franck Boucher en est le meilleur passeur grâce à vingt-huit réalisations.

### Classement
| Équipes                | PJ | V  | D  | N  | Pts | BP  | BC  | Pun |
| ---------------------- | -- | -- | -- | -- | --- | --- | --- | --- |
| Red Wings de Détroit   | 48 | 25 | 15 | 8  | 58  | 111 | 93  | 462 |
| Bruins de Boston       | 48 | 25 | 15 | 8  | 58  | 124 | 88  | 517 |
| Rangers de New York    | 48 | 23 | 17 | 8  | 54  | 135 | 107 | 599 |
| Black Hawks de Chicago | 48 | 16 | 20 | 12 | 44  | 88  | 101 | 401 |

### Match après match
Ce tableau reprend les résultats de l'équipe au cours de la saison, les buts marqués par les Rangers étant inscrits en premier.
| No | Date         | Résultat  | Adversaire             | Lieu     | Score | Bilan ( V - D - N ) | Pts |
| -- | ------------ | --------- | ---------------------- | -------- | ----- | ------------------- | --- |
| 1  | 10 novembre  | victoire  | Maroons de Montréal    | Montréal | 4-2   | (1-0-0)             | 2   |
| 2  | 12 novembre  | défaite   | Maple Leafs de Toronto | Toronto  | 2-4   | (1-1-0)             | 2   |
| 3  | 20 novembre  | victoire  | Maple Leafs de Toronto | New York | 7-0   | (2-1-0)             | 4   |
| 4  | 24 novembre  | match nul | Black Hawks de Chicago | New York | 1-1   | (2-1-1)             | 5   |
| 5  | 29 novembre  | victoire  | Bruins de Boston       | Boston   | 6-4   | (3-1-1)             | 7   |
| 6  | 1er décembre | victoire  | Red Wings de Détroit   | Détroit  | 4-2   | (4-1-1)             | 9   |
| 7  | 4 décembre   | défaite   | Black Hawks de Chicago | Chicago  | 3-4   | (4-2-1)             | 9   |
| 8  | 6 décembre   | victoire  | Canadiens de Montréal  | New York | 5-3   | (5-2-1)             | 11  |
| 9  | 8 décembre   | victoire  | Americans de New York  | New York | 3-1   | (6-2-1)             | 13  |
| 10 | 11 décembre  | victoire  | Bruins de Boston       | New York | 3-1   | (7-2-1)             | 15  |
| 11 | 13 décembre  | match nul | Canadiens de Montréal  | Montréal | 1-1   | (7-2-2)             | 16  |
| 12 | 15 décembre  | victoire  | Americans de New York  | New York | 3-2   | (8-2-2)             | 18  |
| 13 | 17 décembre  | match nul | Sénateurs d'Ottawa     | Ottawa   | 2-2   | (8-2-3)             | 19  |
| 14 | 20 décembre  | défaite   | Red Wings de Détroit   | New York | 1-4   | (8-3-3)             | 19  |
| 15 | 25 décembre  | victoire  | Maroons de Montréal    | New York | 2-0   | (9-3-3)             | 21  |
| 16 | 29 décembre  | victoire  | Sénateurs d'Ottawa     | New York | 4-2   | (10-3-3)            | 23  |
| 17 | 31 décembre  | défaite   | Maroons de Montréal    | Montréal | 2-4   | (10-4-3)            | 23  |
| 18 | 3 janvier    | victoire  | Maple Leafs de Toronto | New York | 4-2   | (11-4-3)            | 25  |
| 19 | 8 janvier    | match nul | Americans de New York  | New York | 2-2   | (11-4-4)            | 26  |
| 20 | 10 janvier   | défaite   | Maple Leafs de Toronto | Toronto  | 2-3   | (11-5-4)            | 26  |
| 21 | 12 janvier   | victoire  | Bruins de Boston       | New York | 3-1   | (12-5-4)            | 28  |
| 22 | 15 janvier   | victoire  | Black Hawks de Chicago | Chicago  | 5-0   | (13-5-4)            | 30  |
| 23 | 17 janvier   | défaite   | Red Wings de Détroit   | Détroit  | 0-2   | (13-6-4)            | 30  |
| 24 | 19 janvier   | victoire  | Canadiens de Montréal  | New York | 2-1   | (14-6-4)            | 32  |
| 25 | 22 janvier   | défaite   | Maroons de Montréal    | New York | 0-5   | (14-7-4)            | 32  |
| 26 | 24 janvier   | victoire  | Americans de New York  | New York | 3-2   | (15-7-4)            | 34  |
| 27 | 26 janvier   | défaite   | Black Hawks de Chicago | New York | 1-3   | (15-8-4)            | 34  |
| 28 | 28 janvier   | victoire  | Sénateurs d'Ottawa     | Ottawa   | 9-2   | (16-8-4)            | 36  |
| 29 | 31 janvier   | défaite   | Red Wings de Détroit   | New York | 1-2   | (16-9-4)            | 36  |
| 30 | 2 février    | match nul | Maroons de Montréal    | Montréal | 2-2   | (16-9-5)            | 37  |
| 31 | 5 février    | victoire  | Americans de New York  | New York | 4-1   | (17-9-5)            | 39  |
| 32 | 7 février    | défaite   | Bruins de Boston       | Boston   | 1-2   | (17-10-5)           | 39  |
| 33 | 9 février    | match nul | Sénateurs d'Ottawa     | New York | 3-3   | (17-10-6)           | 40  |
| 34 | 11 février   | défaite   | Maple Leafs de Toronto | Toronto  | 1-2   | (17-11-6)           | 40  |
| 35 | 14 février   | victoire  | Sénateurs d'Ottawa     | Ottawa   | 3-1   | (18-11-6)           | 42  |
| 36 | 16 février   | défaite   | Maple Leafs de Toronto | New York | 2-5   | (18-12-6)           | 42  |
| 37 | 18 février   | victoire  | Canadiens de Montréal  | Montréal | 3-1   | (19-12-6)           | 44  |
| 38 | 21 février   | match nul | Black Hawks de Chicago | New York | 2-2   | (19-12-7)           | 45  |
| 39 | 23 février   | défaite   | Red Wings de Détroit   | Détroit  | 0-3   | (19-13-7)           | 45  |
| 40 | 26 février   | victoire  | Black Hawks de Chicago | New York | 4-1   | (20-13-7)           | 47  |
| 41 | 5 mars       | défaite   | Bruins de Boston       | New York | 1-2   | (20-14-7)           | 47  |
| 42 | 9 mars       | victoire  | Red Wings de Détroit   | New York | 3-2   | (21-14-7)           | 49  |
| 43 | 12 mars      | victoire  | Americans de New York  | New York | 8-2   | (22-14-7)           | 51  |
| 44 | 14 mars      | match nul | Sénateurs d'Ottawa     | New York | 3-3   | (22-14-8)           | 52  |
| 45 | 16 mars      | défaite   | Canadiens de Montréal  | Montréal | 1-2   | (22-15-8)           | 52  |
| 46 | 19 mars      | défaite   | Maroons de Montréal    | New York | 3-6   | (22-16-8)           | 52  |
| 47 | 21 mars      | défaite   | Bruins de Boston       | Boston   | 2-3   | (22-17-8)           | 52  |
| 48 | 23 mars      | victoire  | Canadiens de Montréal  | New York | 4-2   | (23-17-8)           | 54  |

### Statistiques des joueurs
| Nom              | Poste | PJ | B  | A  | Pts | Pun |
| ---------------- | ----- | -- | -- | -- | --- | --- |
| Bill Cook        | AD    | 48 | 28 | 22 | 50  | 51  |
| Bun Cook         | AG    | 48 | 22 | 15 | 37  | 35  |
| Frank Boucher    | C     | 46 | 7  | 28 | 35  | 4   |
| Cecil Dillon     | AD    | 48 | 21 | 10 | 31  | 12  |
| Art Somers       | C     | 48 | 7  | 15 | 22  | 28  |
| Babe Siebert     | AG    | 42 | 9  | 10 | 19  | 38  |
| Ching Johnson    | D     | 48 | 8  | 9  | 17  | 127 |
| Murray Murdoch   | AG    | 48 | 5  | 11 | 16  | 23  |
| Oscar Asmundson  | AD    | 48 | 5  | 10 | 15  | 20  |
| Butch Keeling    | AG    | 47 | 8  | 6  | 14  | 22  |
| Ott Heller       | D     | 40 | 5  | 7  | 12  | 31  |
| Doug Brennan     | D     | 48 | 5  | 4  | 9   | 94  |
| Earl Seibert     | D     | 45 | 2  | 3  | 5   | 92  |
| Carl Voss        | C     | 10 | 2  | 1  | 3   | 4   |
| Gordon Pettinger | C     | 35 | 1  | 2  | 3   | 18  |

| Nom             | PJ | V  | D  | N | Min   | BC  | BL | M    |
| --------------- | -- | -- | -- | - | ----- | --- | -- | ---- |
| Andy Aitkenhead | 48 | 23 | 17 | 8 | 2 970 | 107 | 3  | 2,16 |

## Séries éliminatoires
Les premiers adversaires des Rangers lors des séries sont les Canadiens de Montréal, troisième de la division Canadienne. Les Rangers gagnent le premier des deux matchs 5-2 avant de faire match nul 3-3 avec les Canadiens et de remporter la série au total des buts marqués. Opposés ensuite aux Red Wings de Détroit, ils remportent les deux matchs, 2-0 puis 4-3, pour se qualifier pour la finale de la Coupe Stanley contre les Maple Leafs de Toronto.
La finale se déroule au meilleur des cinq matchs. Les Rangers remportent la première rencontre 5-1 à New York puis la deuxième 3-1 à Toronto avant que les Maple Leafs gagnent la troisième rencontre 3-2. Le quatrième match voit les deux équipes se neutraliser et ne marquer aucun but. Ce sont les Rangers qui réussissent à marquer en premier lors de la prolongation grâce à Bill Cook sur une passe de Butch Keeling lors d'une supériorité numérique et ils remportent ainsi la deuxième Coupe Stanley de leur histoire. C'est la première fois de l'histoire que la Coupe Stanley est décernée grâce à un but en prolongation.
À titre individuel et comme deux ans auparavant, Boucher reçoit le Trophée Lady Byng pour son comportement exemplaire sur la glace.

### Statistiques des joueurs
| Nom              | Poste | PJ | B | A | Pts | Pun |
| ---------------- | ----- | -- | - | - | --- | --- |
| Cecil Dillon     | AD    | 8  | 8 | 2 | 10  | 6   |
| Murray Murdoch   | AG    | 8  | 3 | 4 | 7   | 2   |
| Bill Cook        | AD    | 8  | 3 | 2 | 5   | 4   |
| Frank Boucher    | C     | 8  | 2 | 2 | 4   | 6   |
| Ott Heller       | D     | 8  | 3 | 0 | 3   | 10  |
| Bun Cook         | AG    | 8  | 2 | 0 | 2   | 4   |
| Earl Seibert     | D     | 8  | 1 | 0 | 1   | 14  |
| Ching Johnson    | D     | 8  | 1 | 0 | 1   | 14  |
| Babe Siebert     | AG    | 8  | 1 | 0 | 1   | 12  |
| Art Somers       | C     | 8  | 1 | 4 | 5   | 8   |
| Gordon Pettinger | C     | 8  | 0 | 0 | 0   | 0   |
| Doug Brennan     | D     | 8  | 0 | 0 | 0   | 11  |
| Butch Keeling    | AG    | 8  | 0 | 2 | 2   | 8   |
| Oscar Asmundson  | AD    | 8  | 0 | 2 | 2   | 4   |

| Nom             | PJ | V | D | N | BL | M    |
| --------------- | -- | - | - | - | -- | ---- |
| Andy Aitkenhead | 8  | 6 | 1 | 1 | 2  | 1,60 |